# Districte electoral de Balaguer
El districte de Balaguer fou una circumscripció electoral del Congrés dels Diputats utilitzada en les eleccions generals espanyoles entre 1871 i 1923. Es tractava d'un districte uninominal, ja que només era representat per un sol diputat.

## Àmbit geogràfic
El districte comprenia el sud-oest de partit judicial de Balaguer i el nord del partit de Lleida.

## Diputats electes
| Elecció | Elecció        | Diputat                          | Partit/Ideologia                         |
| ------- | -------------- | -------------------------------- | ---------------------------------------- |
|         | 1871           | Romualdo Palacio y González      | Sense dades                              |
|         | Abril 1872     | Francisco Martínez Brau          | Sense dades                              |
|         | Agost 1872     | Romualdo Palacio y González      | Sense dades                              |
|         | 1873           | Ramon Castejón i Bajils          | Republicà possibilista                   |
|         | 1876           | Joaquim Bañeres i Gordell        | Conservador                              |
|         | 1881           | Francisco Martínez Brau          | Liberal                                  |
|         | 1884           | Josep Maria Martorell i Fivaller | Liberal                                  |
|         | 1886           | Francisco Martínez Brau          | Liberal                                  |
|         | 1889 (parcial) | Enrique de Luque y Alcalde       | Liberal                                  |
|         | 1891           | Ricardo Martorell y Fivaller     | Conservador                              |
|         | 1893           | Enrique de Luque y Alcalde       | Liberal                                  |
|         | 1895 (parcial) | Mariano Clua Anglés              | Conservador                              |
|         | 1896           | Emilio Vivanco Menchaca          | Conservador                              |
|         | 1898           | Adolfo Calzado y Sanjurjo        | Republicà                                |
|         | 1899           | Manuel Vivanco Menchaca          | Conservador                              |
|         | 1901           | Antonio Motos Martínez           | Liberal                                  |
|         | 1903 (parcial) | Pere Lasala i Borderas           | Conservador                              |
|         | 1907           | Felip Rodés i Baldrich           | Centre Nacionalista Republicà (solidari) |
|         | 1918           | Felip Rodés i Baldrich           | Lliga Regionalista                       |
|         | 1919           | Felip Rodés i Baldrich           | Lliga Regionalista                       |

## Resultats electorals

### Dècada de 1920
| Eleccions generals del 29/04/1923 |                          |                        |                                                     |
| Partit/Ideologia                  | Partit/Ideologia         | Candidat               | Vots                                                |
|                                   | Independent regionalista | Felip Rodés i Baldrich | Electe mitjançant l'article 29 de la llei electoral |

| Eleccions generals del 19/12/1920 |                        |                          |        |      |
| Partit/Ideologia                  | Partit/Ideologia       | Candidat                 | Vots   | %    |
|                                   | Nacionalista           | Felip Rodés i Baldrich   | 4.613  | 58,6 |
|                                   | Republicà nacionalista | Humbert Torres i Barberà | 3.046  | 38,7 |
|                                   | Altres                 | Altres                   | 208    | 2,6  |
| Total                             | Total                  | Total                    | 7.867  | 100  |
| Cens/participació                 | Cens/participació      | Cens/participació        | 12.027 | 65,4 |

### Dècada de 1910
| Eleccions generals del 01/06/1919 |                    |                        |                                                     |
| Partit/Ideologia                  | Partit/Ideologia   | Candidat               | Vots                                                |
|                                   | Lliga Regionalista | Felip Rodés i Baldrich | Electe mitjançant l'article 29 de la llei electoral |

| Eleccions generals del 24/02/1918 |                      |                        |        |      |
| Partit/Ideologia                  | Partit/Ideologia     | Candidat               | Vots   | %    |
|                                   | Lliga Regionalista   | Felip Rodés i Baldrich | 7.767  | 95,7 |
|                                   | Coalició d'esquerres | Ramon Pla i Armengol   | 0      | 0,0  |
|                                   | Altres               | Altres                 | 353    | 4,3  |
| Total                             | Total                | Total                  | 8.120  | 100  |
| Cens/participació                 | Cens/participació    | Cens/participació      | 11.966 | 67,9 |

| Eleccions generals del 09/04/1916 |                                       |                        |        |      |
| Partit/Ideologia                  | Partit/Ideologia                      | Candidat               | Vots   | %    |
|                                   | Unió Federal Nacionalista Republicana | Felip Rodés i Baldrich | 6.122  | 84,2 |
|                                   | Conservador                           | Mariano Clua Anglés    | 1.052  | 14,5 |
|                                   | Altres                                | Altres                 | 101    | 1,4  |
| Total                             | Total                                 | Total                  | 7.275  | 100  |
| Cens/participació                 | Cens/participació                     | Cens/participació      | 11.703 | 62,2 |

| Eleccions generals del 08/03/1914 |                             |                        |        |      |
| Partit/Ideologia                  | Partit/Ideologia            | Candidat               | Vots   | %    |
|                                   | Coalició republicana (UFNR) | Felip Rodés i Baldrich | 5.649  | 60,7 |
|                                   | Lliga Regionalista          | Miquel Barella Arrant  | 3.496  | 37,6 |
|                                   | Independent                 | Manuel Barella Arrant  | 132    | 1,4  |
|                                   | Altres                      | Altres                 | 2      | 0,0  |
| Vots en blanc                     | Vots en blanc               | Vots en blanc          | 24     | 0,3  |
| Total                             | Total                       | Total                  | 9.303  | 100  |
| Cens/participació                 | Cens/participació           | Cens/participació      | 11.437 | 81,3 |

| Eleccions generals del 08/05/1910 |                                       |                                |        |      |
| Partit/Ideologia                  | Partit/Ideologia                      | Candidat                       | Vots   | %    |
|                                   | Unió Federal Nacionalista Republicana | Felip Rodés i Baldrich         | 5.403  | 58,1 |
|                                   | Liberal                               | Julio Saracibar y de la Cámara | 3.820  | 41,1 |
|                                   | Altres                                | Altres                         | 6      | 0,1  |
| Vots en blanc                     | Vots en blanc                         | Vots en blanc                  | 65     | 0,7  |
| Total                             | Total                                 | Total                          | 9.294  | 100  |
| Cens/participació                 | Cens/participació                     | Cens/participació              | 11.457 | 81,1 |

### Dècada de 1900
| Eleccions generals del 21/04/1907 |                                          |                        |        |      |
| Partit/Ideologia                  | Partit/Ideologia                         | Candidat               | Vots   | %    |
|                                   | Centre Nacionalista Republicà (solidari) | Felip Rodés i Baldrich | 4.074  | 55,1 |
|                                   | Conservador anti-solidari                | Mariano Clua Anglés    | 3.232  | 43,7 |
|                                   | Altres                                   | Altres                 | 93     | 1,3  |
| Total                             | Total                                    | Total                  | 7.399  | 100  |
| Cens/participació                 | Cens/participació                        | Cens/participació      | 10.708 | 69,1 |

| Elecció parcial del 26/05/1903 |                    |                            |        |      |
| Partit/Ideologia               | Partit/Ideologia   | Candidat                   | Vots   | %    |
|                                | Conservador        | Pedro Lasala Borderas      | 4.525  | 62,4 |
|                                | Republicà          | Mariano Clua Anglés        | 1.856  | 25,6 |
|                                | Lliga Regionalista | Josep Maria Valls i Vicens | 864    | 11,9 |
|                                | Altres             | Altres                     | 2      | 0,0  |
| Total                          | Total              | Total                      | 7.247  | 100  |
| Cens/participació              | Cens/participació  | Cens/participació          | 10.162 | 71,3 |

| Eleccions generals del 19/05/1901 |                   |                          |        |      |
| Partit/Ideologia                  | Partit/Ideologia  | Candidat                 | Vots   | %    |
|                                   | Liberal           | Antonio Motos Martínez   | 4.625  | 72,1 |
|                                   | Republicà         | Ignacio Hidalgo Saavedra | 1.787  | 27,9 |
|                                   | Altres            | Altres                   | 3      | 0,0  |
| Total                             | Total             | Total                    | 6.415  | 100  |
| Cens/participació                 | Cens/participació | Cens/participació        | 10.090 | 63,6 |

### Dècada de 1890
| Eleccions generals del 16/04/1899 |                   |                         |       |      |
| Partit/Ideologia                  | Partit/Ideologia  | Candidat                | Vots  | %    |
|                                   | Conservador       | Manuel Vivanco Menchaca | 4.822 | 75,0 |
|                                   | Altres            | Altres                  | 1.609 | 25,0 |
| Total                             | Total             | Total                   | 6.431 | 100  |
| Cens/participació                 | Cens/participació | Cens/participació       | 9.662 | 66,6 |

| Eleccions generals del 27/03/1898 |                   |                           |       |      |
| Partit/Ideologia                  | Partit/Ideologia  | Candidat                  | Vots  | %    |
|                                   | Republicà         | Adolfo Calzado y Sanjurjo | 5.837 | 99,5 |
|                                   | Altres            | Altres                    | 30    | 0,5  |
| Total                             | Total             | Total                     | 5.867 | 100  |
| Cens/participació                 | Cens/participació | Cens/participació         | 9.713 | 60,4 |

| Eleccions generals del 12/04/1896 |                   |                         |       |       |
| Partit/Ideologia                  | Partit/Ideologia  | Candidat                | Vots  | %     |
|                                   | Conservador       | Emilio Vivanco Menchaca | 7.164 | 100,0 |
| Total                             | Total             | Total                   | 7.164 | 100   |
| Cens/participació                 | Cens/participació | Cens/participació       | 9.673 | 74,1  |

| Elecció parcial del 14/05/1895 |                  |                     |       |
| Partit/Ideologia               | Partit/Ideologia | Candidat            | Vots  |
|                                | Conservador      | Mariano Clua Anglés | 5.438 |

| Eleccions generals del 05/03/1893 |                   |                            |       |      |
| Partit/Ideologia                  | Partit/Ideologia  | Candidat                   | Vots  | %    |
|                                   | Liberal           | Enrique de Luque y Alcalde | 2.383 | 38,3 |
|                                   | Altres            | Altres                     | 3.841 | 61,7 |
| Total                             | Total             | Total                      | 6.224 | 100  |
| Cens/participació                 | Cens/participació | Cens/participació          | 9.547 | 65,2 |

| Eleccions generals del 01/02/1891 |                  |                              |       |
| Partit/Ideologia                  | Partit/Ideologia | Candidat                     | Vots  |
|                                   | Conservador      | Ricardo Martorell y Fivaller | 4.106 |

### Dècada de 1880
| Elecció parcial del 24/03/1889 |                  |                            |       |      |
| Partit/Ideologia               | Partit/Ideologia | Candidat                   | Vots  | %    |
|                                | Liberal          | Enrique de Luque y Alcalde | 814   | 67,9 |
|                                | Altres           | Altres                     | 385   | 32,1 |
| Total                          | Total            | Total                      | 1.199 | 100  |

| Eleccions generals del 04/04/1886 |                  |                         |       |      |
| Partit/Ideologia                  | Partit/Ideologia | Candidat                | Vots  | %    |
|                                   | Liberal          | Francisco Martínez Brau | 1.204 | 89,4 |
|                                   | Altres           | Altres                  | 143   | 10,6 |
| Total                             | Total            | Total                   | 1.347 | 100  |

| Eleccions generals del 27/04/1884 |                  |                                  |       |      |
| Partit/Ideologia                  | Partit/Ideologia | Candidat                         | Vots  | %    |
|                                   | Liberal          | Josep Maria Martorell i Fivaller | 1.278 | 82,4 |
|                                   | Altres           | Altres                           | 273   | 17,6 |
| Total                             | Total            | Total                            | 1.551 | 100  |

| Eleccions generals del 20/08/1881 |                  |                         |      |
| Partit/Ideologia                  | Partit/Ideologia | Candidat                | Vots |
|                                   | Liberal          | Francisco Martínez Brau | 856  |

### Dècada de 1870
| Eleccions generals del 20/04/1879 |                  |                           |       |      |
| Partit/Ideologia                  | Partit/Ideologia | Candidat                  | Vots  | %    |
|                                   | Conservador      | Joaquim Bañeres i Gordell | 1.069 | 75,0 |
|                                   | Altres           | Altres                    | 357   | 25,0 |
| Total                             | Total            | Total                     | 1.426 | 100  |

| Eleccions generals del 20/01/1876 |                   |                           |       |      |
| Partit/Ideologia                  | Partit/Ideologia  | Candidat                  | Vots  | %    |
|                                   | Conservador       | Joaquim Bañeres i Gordell | 7.315 | 99,7 |
|                                   | Altres            | Altres                    | 21    | 0,3  |
| Total                             | Total             | Total                     | 7.336 | 100  |
| Cens/participació                 | Cens/participació | Cens/participació         | 9.210 | 79,7 |

| Eleccions generals del 10/05/1873 |                        |                         |       |      |
| Partit/Ideologia                  | Partit/Ideologia       | Candidat                | Vots  | %    |
|                                   | Republicà possibilista | Ramon Castejón i Bajils | 4.199 | 98,9 |
|                                   | Altres                 | Altres                  | 47    | 1,1  |
| Total                             | Total                  | Total                   | 4.246 | 100  |

| Eleccions generals del 24/08/1872 |                  |                             |       |      |
| Partit/Ideologia                  | Partit/Ideologia | Candidat                    | Vots  | %    |
|                                   | Sense dades      | Romualdo Palacio y González | 2.885 | 99,9 |
|                                   | Altres           | Altres                      | 4     | 0,1  |
| Total                             | Total            | Total                       | 2.889 | 100  |

| Eleccions generals del 03/04/1872 |                  |                         |       |      |
| Partit/Ideologia                  | Partit/Ideologia | Candidat                | Vots  | %    |
|                                   | Sense dades      | Francisco Martínez Brau | 4.712 | 68,6 |
|                                   | Altres           | Altres                  | 2.161 | 31,4 |
| Total                             | Total            | Total                   | 6.873 | 100  |

| Eleccions generals del 08/03/1871 |                  |                             |       |
| Partit/Ideologia                  | Partit/Ideologia | Candidat                    | Vots  |
|                                   | Sense dades      | Romualdo Palacio y González | 2.421 |